# Casa Güell (Castelldefels)
La Casa Güell és una obra del municipi de Castelldefels (Baix Llobregat) inclosa en l'Inventari del Patrimoni Arquitectònic de Catalunya.

## Descripció
Es tracta d'una construcció de planta gairebé quadrangular, amb torre que sobresurt del seu sector central amb coberta a quatre vessants.
Destaquen els arcs que l'envolten així com les finestres de la torre, dobles i de mig punt, separades per una columneta que recorda l'obra de Josep Maria Pericas i Morros.
Són remarcables els esgrafiats, geomètrics i florals, que amb color salmó combinen amb el blanc de la façana, i són d'inspiració clàssica.

## Història
Sembla que va ser edificada al voltant del 1930.